# Xã Bohemia, Quận Saunders, Nebraska
Xã Bohemia (tiếng Anh: Bohemia Township) là một xã thuộc quận Saunders, tiểu bang Nebraska, Hoa Kỳ. Năm 2010, dân số của xã này là 165 người.